# فيرنر ديفوس
فيرنر ديفوس (بالفرنسية: Werner Devos)‏ ولد بتاريخ 11 يونيو 1957 في بلجيكا، هو دراج بلجيكي سابق.

## روابط خارجية
- فيرنر ديفوس على موقع أرشيف الدراجات (الإنجليزية)
- فيرنر ديفوس على موقع إحصائيات الدراجات الإحترافية (الإنجليزية)